# Rétention d'information
La rétention d'information consiste à dissimuler une information ou son existence même afin qu'une personne, un ensemble de personnes ou une organisation, légitimement en droit de la connaître, n'en disposent pas.
La rétention d'information diffère de la protection du secret qui, elle, est ordinairement légitime comme protectrice d'intérêts particuliers.

## Effets négatifs de la rétention d'information
La rétention d'information s'oppose au partage d'information, considéré comme l'un des trois piliers de l'ingénierie des connaissances. Elle a donc des conséquences négatives sur l'organisation en réseaux des entreprises.
La rétention de l'information a un coût financier, qu'il est difficile d'évaluer, mais qui est réel. Le coût de l'ignorance peut être invisible, mais réel, et il peut dépasser les dépenses liées à l'acquisition des informations et des connaissances nouvelles.

## Raisons de la rétention d'information
On peut identifier quatre raisons à la rétention de l'information , délibérée ou de nature systémique :
- le défaut de leadership ;
- les structures pyramidales ;
- la prépondérance des sciences « exactes » et fondamentales qui conduisent ingénieurs et techniciens à accorder peu d'importance aux propos des commerciaux ;
- les comportements individualistes, qui font considérer l'information comme une propriété individuelle.

Selon Claude Revel, une partie du mal dont souffre les élites vient de leur formation où la rétention d'information, le non partage était porté au rang des vertus. 

## Chiffrage de la rétention d'information
Selon un sondage d'OrderDynamics réalisé en 2014, 13 % des personnes interrogées déclarent faire de la rétention d'information « pour garder le pouvoir ».
Selon Florence Depoers, le taux de rétention moyen concerne environ 15 % des informations publiées par les sociétés cotées.